# بيتر ساتكليف (لاعب كرة قدم)
بيتر ساتكليف (بالإنجليزية: Peter Sutcliffe)‏ (25 يناير 1957 في المملكة المتحدة - ) هو لاعب كرة قدم بريطاني في مركز جناح ‏. لعب مع بورت فايل وستوكبورت كونتي ومانشستر يونايتد ونادي بانغور سيتي ونادي تشستر سيتي ونادي سكاربورو.